# Totenmontag
Totenmontag (Originaltitel: Monday Mourning) ist der siebte Kriminalroman der US-amerikanischen Autorin Kathy Reichs. Hauptperson ist die forensische Anthropologin Temperance Brennan, die die Umstände um den Fund dreier Skelette im Keller einer Pizzeria untersucht. Mit Hilfe moderner Untersuchungsmethoden kann Brennan beweisen, dass die Frauen erst vor einigen Jahren ermordet wurden und nicht schon vor langer Zeit, wie es der zuständige Ermittler bei der Polizei, Luc Claudel, behauptet, um den Fall schließen zu können. Der Fund in der Pizzeria ist der Beginn von Ermittlungsarbeiten, in deren Verlauf die Wohnung der Protagonistin verwüstet wird, ihre Freundin Anne spurlos verschwindet und Brennan schließlich beinahe ums Leben kommt.

## Inhalt
An einem kalten Montagmorgen wird Dr. Temperance „Tempe“ Brennan zu einem Tatort gerufen: Sie wird gebraucht, weil im Keller einer Pizzeria menschliche Knochen entdeckt wurden, woraufhin Brennan und ihr Team die Skelette dreier junger Frauen ausgraben. Der zuständige Ermittler bei der Polizei, Luc Claudel, hält diese Knochen für alt und möchte den Fall schnell abschließen.
Brennan ist jedoch überzeugt, dass die Knochen neueren Datums sind. Außerdem erhält sie einen Anruf einer Frau, die sagt, sie könne mehr über diesen Fall sagen. Bevor Tempe den Namen der Anruferin herausgefunden und Details erfahren hat, legt diese jedoch wieder auf und ist auf Rückruf nicht erreichbar. Es stellt sich später heraus, dass die Anruferin eine ältere Frau namens Louise Parent ist, die unter verdächtigen Umständen gestorben ist, vermutlich wurde sie mit einem Kissen erstickt.
Brennan kann ihren Vorgesetzten überzeugen, dass eine Radiokohlenstoffdatierung und Strontiumisotopenanalyse für die Knochen durchgeführt werden soll. Die Ergebnisse der Radiokohlenstoffdatierung zeigen, dass die Knochen aus den 1980er Jahren stammen. Die Strontiumisotopenanalyse ergibt, dass zwei der gefundenen Mädchen vermutlich aus der Gegend um Montreal stammen, während das dritte Mädchen ursprünglich aus dem nördlichen Kalifornien stammen könnte.
Während Tempe auf die Ergebnisse der Untersuchungen wartet, stellt sie gemeinsam mit ihrer Freundin Anne, die zu Besuch ist, auf eigene Faust Ermittlungen an. So findet sie unter anderem heraus, wer in dem Haus im Laufe der Jahrzehnte Mieter war. Die Spur führt zu einem Pfandleiher, Neal Weasley Catts, der unter aus dem nördlichen Kalifornien stammt und dann unter dem falschen Namen Menard in Montreal lebt.
Während Tempe an dem Fall arbeitet, belasten sie auch persönliche Sorgen: So scheint Detective Ryan, mit dem sie eine On/Off-Beziehung führt, plötzlich eine junge Freundin zu haben. Außerdem wird in Tempes Wohnung eingebrochen und die Wohnung wird verwüstet. Schließlich verschwindet noch ihre Freundin Anne, die seit der Trennung von ihrem Mann unter Depressionen leidet und durch den Besuch bei Tempe nur wenig aufgeheitert wurde. Tempe versucht ohne Erfolg herauszufinden, wohin Anne gegangen ist. Glücklicherweise taucht Anne schließlich wieder auf, sie hat nur eine stille Zeit in einem Kloster in Montreal verbracht.
Die Ermittlungen ergeben schließlich, dass der Mörder der drei Mädchen der Pfandleiher Catts alias Menard sein muss, der Mieter in dem Haus war, in dem die Leichen der drei Mädchen gefunden wurden. Als die Polizei mit Durchsuchungsbefehl in Menards Haus eindringt, wird dieser dort erschossen aufgefunden. Alles weist auf einen Selbstmord hin, vermutlich, weil er aufgrund der Besuche der Polizei bei ihm ahnte, dass sie ihm auf der Spur ist. Zwei Mädchen, Anique Pomerlau und Tawny McGee, werden aus dem Keller von Menards Haus befreit und ins Krankenhaus gebracht.
Wie sich nun zeigt, war Menard ein Sexualstraftäter, der mehrere junge Mädchen entführt hat und sie jahrelang gefangen hielt, um sie zu missbrauchen und zu foltern. Die drei gefundenen Mädchen gehen auf sein Konto, außerdem leben zwei Mädchen noch bei ihm in der Wohnung, von denen die Polizei davon ausgeht, dass auch diese von ihm missbraucht und gefoltert werden.
Der Roman nimmt schließlich noch eine überraschende Wendung, als sich herausstellt, dass eines der Mädchen, Anique Pomerleau, keineswegs nur das Opfer Menards ist. Sie hat sich während der Jahre der Gefangenschaft zur Komplizin Menards hochgearbeitet und war an seinen Folterungen der Mädchen beteiligt. Anique Pomerleau verschwindet mit Tawny McGee aus dem Krankenhaus und geht zurück in Menards Haus, wohin sie unter einem Vorwand auch Tempe lockt und gefangen nimmt. Anschließend versucht sie, das Haus mit ihren Gefangenen niederzubrennen. Es gelingt Tempe jedoch, sich zu befreien und sich und Tawny aus dem brennenden Haus zu retten.
Der Roman endet mit einem Weihnachtsbesuch Ryans bei Tempe Brennan, bei dem er ihr die junge Frau, mit der er in letzter Zeit gesehen wurde, als seine Tochter aus einer früheren Beziehung vorstellt. Außerdem erhält Tempe Brennan in ihrem Büro einen kurzen Besuch von einer Psychologin und Tawny McGee, einem der Opfer Menards, die sich bei Tempe für ihre Rettung bedankt.

## Form

### Titel
Der englische Titel des Romans Monday Mourning ist ein Wortspiel, das einerseits mit mourning (dt. „Trauer“) auf den Tod anspielt, andererseits auf Monday morning, Montagmorgen, der Zeitpunkt, an dem Tempe Brennan die drei skelettierten Leichen der jungen Frauen findet. An einem Montagmorgen wird auch das Haus des Verbrechers Menard gestürmt und seine Leiche gefunden. Zusätzlich spielt Reichs in ihrem Roman auch noch auf das Lied Monday, Monday von The Mamas and the Papas an, das der Hauptperson im Kopf herumschwirrt. Auch die deutsche Übersetzung des Romantitels, Totenmontag, arbeitet mit einem Wortspiel.

### Verarbeitung von Details aus forensischer Anthropologie und Kriminalistik
Die Handlung wird aus der Perspektive der Hauptperson, Temperance Brennan, geschildert, die damit gleichzeitig Einblick in die Arbeit einer forensischen Anthropologin gibt. Die Autorin, Kathy Reichs, ist selbst forensische Anthropologin und verarbeitet in ihren Romanen die eigenen Erfahrungen während ihrer Arbeit.
In diesem Roman beschreibt die Autorin ausführlich die Vorgehensweise bei der Altersbestimmung von Knochen mittels der Radiokohlenstoffdatierung und der Strontiumisotopenanalyse. Die im Roman geschilderten Methoden der Altersbestimmung von Knochen hat Reichs bereits 1998 wissenschaftlich beschrieben. In diesem Jahr brachte sie zusammen mit William M. Bass unter ihrem vollen Namen, Kathleen J. Reichs, das Buch Forensic Osteology: Advances in the Identification of Human Remains heraus, welches ein Standardwerk der forensischen Anthropologie ist.
Im Nachwort zum Roman schreibt Reichs ferner, dass der Roman Totenmontag durch einen echten Fall in Montreal inspiriert sei, in dem ebenfalls Knochen in einer Pizzeria in Montreal gefunden wurden. Die Radiokohlenstoffdatierung hat in diesem Fall jedoch ein Alter älter als 1955 ergeben, so dass wegen dieses Funds nicht weiter durch die Polizei ermittelt wurde.
Reichs greift in ihrem Roman auch echte Fälle auf, so wird der Antagonist Menard im Roman als Trittbrettfahrer der 1984 entdeckten Entführung der Colleen Stan in Red Bluff erkannt. Das Opfer, das das Pseudonym Colleen Stan bekam, war 1977 zwanzigjährig von Cameron Hooker entführt und bis zu ihrer Befreiung 1984 zu sexuellen Handlungen gezwungen worden. Außerdem wird angedeutet, dass Anique Pomerleau, eines der Entführungsopfer, das Stockholm-Syndrom hat, ein Syndrom, das aus einer Geiselnahme in Stockholm aus dem Jahr 1973 bekannt wurde.

## Stellung in der Literaturgeschichte
Monday Mourning ist der siebte Band aus der Reihe um die forensische Anthropologin Temperance Brennan. Gemeinsam mit Patricia Cornwell hat Kathy Reichs dem forensischen Kriminalroman seit den 1990er Jahren zu großer Popularität verholfen.

## Rezeption
Wie die Vorgängerromane hat sich Monday Mourning international gut verkauft. Es gibt Übersetzungen, unter anderem ins Chinesische, Spanische, Deutsche, Französische und Italienische. Die deutsche Übersetzung, Totenmontag, war 2005 auf der Spiegel-Bestsellerliste.
Vom Roman gibt es Hörbücher auf Deutsch und Englisch. Die forensischen Kriminalromane von Kathy Reichs dienten auch als Inspiration für die Fernsehserie Bones – Die Knochenjägerin. Obwohl die Hauptfigur in Bones auch Temperance Brennan heißt, wurden als Vorlage für die Fernsehserie aber eher Aspekte aus Kathy Reichs eigenem Leben verarbeitet, nicht so sehr die Figuren und die Handlungen der Romane.
Publishers Weekly lobt die Liebe zum Detail, die Reichs nicht nur den forensischen Untersuchungen im Roman widmet, sondern auch anderen Details der Handlung. Kirkus Reviews hält Reichs zwar für mutig und kenntnisreich genug, um Patricia Cornwell mit blutigen Details auszustechen, aber Reichs müsse ihre Liebe für Wissenschaft mit der für Kasperletheater ausbalancieren. Carol Memmott schreibt in USA Today, dass es kein Wunder sei, dass Heldinnen wie Temperance Brennan von Kathy Reichs oder Kinsey Millhone von Sue Grafton von ihren Fans so geliebt würden, denn sie seien mutig, frech und hart im Nehmen. Die deutsche Zeitschrift Brigitte nennt Totenmontag Kathy Reichs' „mit Abstand bestes Buch“.

### Textausgaben
- Kathy Reichs: Monday Mourning. Scribner, New York 2004, ISBN 0743233476 (englische Originalausgabe).
- Kathy Reichs: Totenmontag. Aus dem amerikanischen Englisch übersetzt von Klaus Berr. Blessing, München 2004, ISBN 3-89667-248-7 (deutsche Erstausgabe, Hardcover).
- Kathy Reichs: Totenmontag. Aus dem amerikanischen Englisch übersetzt von Klaus Berr. Taschenbuchausgabe. Heyne, München 2014, ISBN 978-3-453-43659-6 (deutsche Taschenbuchausgabe).

### Hörbücher
- Kathy Reichs: Monday Mourning. Gekürzte Lesefassung. Gelesen von Michele Pawk. Random House, London 2005, ISBN 1856868664.
- Kathy Reichs: Totenmontag. Gekürzte Lesefassung. Gelesen von Hansi Jochmann. Regie: Wolf-Dietrich Fruck. Random House Audio, Köln 2005, ISBN 3-89830-919-3.